# Catedral de Nuestra Señora del Carmen (La Dorada)
La Catedral Nuestra Señora del Carmen es el templo principal de la Diócesis de La Dorada-Guaduas. Ubicado frente al Parque Simón Bolívar o Parque de Las Iguanas, en La Dorada, Caldas, Colombia. Esta construcción religiosa data de mediados del siglo XX. Estilísticamente tiene características románicas y neoclasicistas que se evidencian en los arcos de medio punto, las columnas de influencia griega, la simetría volumétrica y la planta de tres naves. En su interior hay una imagen representativa de la Virgen del Carmen y Jesús.
Versiones encontradas en el origen de La Catedral, aseguran que por la época de 1930 en adelante existía una pequeña capilla de tablas y techo de paja en el sitio del actual Catedral. De la información suministrada por Don Rodrigo Villabón Ferreira, maestro de albañilería y construcción del templo, en 1948, se puede suponer que comenzó al finalizar la década de 1930 por el padre de apellido Herrera, sucedido por el padre Oliverio Ocampo, años antes de haberse erigido la parroquia.
En 1933 se construyó una pequeña capilla para celebrar las primeras Eucaristías con sacerdotes que provenían de la Diócesis de Ibagué. Pero las obras de la construcción del templo comenzaron hacia el año de 1930 con el P. Herrera y terminaron en 1960 bajo el P. Héctor López García.
Fue erigida como parroquia según el Decreto n.º 8 de 1953 firmado por el Administrador Apostólico de la Diócesis de Ibagué, Monseñor Arturo Duque Villegas siendo nombrado como primera párroco el P. Jesús Antonio Gil. Ha tenido hasta el momento quince (15) párrocos.
En 1964 la Arquidiócesis de Manizales, debido al crecimiento del municipio, creó dos nuevas parroquias: La de San Judas Tadeo (según decreto 392) y la parroquia del Sagrado Corazón de Jesús (según decreto 392)
El 29 de marzo de 1984 se crea la Diócesis de La Dorada – Guaduas según las Letras Apostólicas del Papa Juan Pablo II, nombrando como primer Obispo a Mons. Fabio Betancur Tirado. Y creando como Catedral a la Parroquia de Nuestra Señora del Carmen de la Dorada y como concatedral a la Parroquia de San Miguel Arcángel de Guaduas.
El 30 de junio de 1991 el Sr. Obispo crea canónicamente la Parroquia de la Milagrosa
El 31 de julio de 1999 se posesiona como nuevo obispo de la Diócesis Monseñor Óscar Aníbal Salazar Gómez.
La parroquia está dirigida por Jorge Vélez Hurtado y José Atilano.